# BoDeans

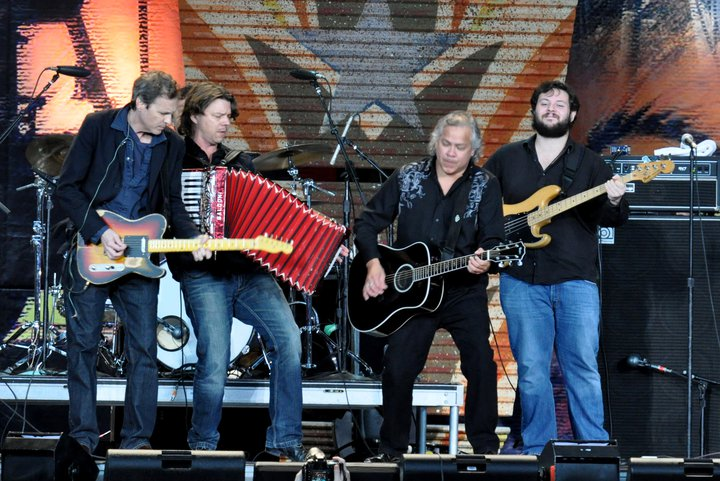
BoDeans en concert à Farm Aid en 2010.

BoDeans est un groupe américain de rock formé en 1983 à Waukesha.

## Membres
| Year        | Vocals / Guitare électrique | Vocals / Guitare | Batterie                | Basse       | Claviers      |
| ----------- | --------------------------- | ---------------- | ----------------------- | ----------- | ------------- |
| 1983-1984   | Kurt Neumann                | Sam Llanas       |                         |             |               |
| 1984-1985   | Kurt Neumann                | Sam Llanas       | Guy Hoffman             |             |               |
| 1985-1987   | Kurt Neumann                | Sam Llanas       | Guy Hoffman             | Bob Griffin |               |
| 1987-1988   | Kurt Neumann                | Sam Llanas       | Bo Conlon               | Bob Griffin | Susan Julian  |
| 1988-1989   | Kurt Neumann                | Sam Llanas       | Rafael Gayol            | Bob Griffin | Susan Julian  |
| 1989-1993   | Kurt Neumann                | Sam Llanas       | Rafael Gayol            | Bob Griffin | Michael Ramos |
| 1993-1999   | Kurt Neumann                | Sam Llanas       | Nick Kitsos             | Bob Griffin | Michael Ramos |
| 1999-2001   | Kurt Neumann                | Sam Llanas       | Kevin Leahy             | Bob Griffin | Michael Ramos |
| 2001-2004   | Kurt Neumann                | Sam Llanas       | Kevin Leahy             | Bob Griffin | Bukka Allen   |
| 2004-2006   | Kurt Neumann                | Sam Llanas       | Noah Levy Kenny Aronoff | Bob Griffin | Bukka Allen   |
| 2006-2009   | Kurt Neumann                | Sam Llanas       | Noah Levy Kenny Aronoff | Eric Holden | Bukka Allen   |
| 2009-2011   | Kurt Neumann                | Sam Llanas       | Noah Levy               | Ryan Bowman | Bukka Allen   |
| depuis 2011 | Kurt Neumann                | Jake Owen        | David Sierra            | Ryan Bowman | Michael Ramos |

## Discographie

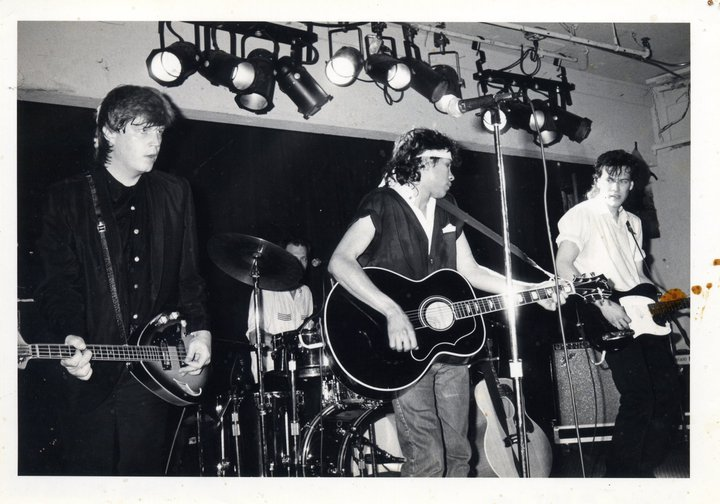
BoDeans en 1986 (de gauche à droite : Bob Griffin, Guy Hoffman, Sam Llanas, Kurt Neumann).

### Albums studio
| Année | Album                      | Billboard Top 200 |
| ----- | -------------------------- | ----------------- |
| 1986  | Love & Hope & Sex & Dreams | 115               |
| 1987  | Outside Looking In         | 86                |
| 1989  | Home                       | 94                |
| 1991  | Black and White            | 105               |
| 1993  | Go Slow Down               | 127               |
| 1996  | Blend                      | 132               |
| 2004  | Resolution                 | 194               |
| 2008  | Still                      | 194               |
| 2010  | Mr. Sad Clown              | 172               |
| 2011  | Indigo Dreams              | -                 |
| 2012  | American Made              | -                 |

### Albums live / compilations
| Année | Album                           | Billboard Top 200 |
| ----- | ------------------------------- | ----------------- |
| 1995  | Joe Dirt Car                    | 161               |
| 2001  | Slash and Burn                  | -                 |
| 2003  | The Leftovers                   | -                 |
| 2005  | Homebrewed: Live from the Pabst | -                 |